# Marbofloksacin
Marbofloksacin je potentan antibiotik iz grupe fluorohinolona. On se koristi u veterinarskoj medicini pod trgovačkim imenima Marbocyl i Zeniquin. Formulacija marbofloksacina u kombinaciji sa klotrimazolom i deksametazonom je dostupna pod imenom Aurizon (CAS broj 115550-35-1).

## Mehanizam akcije
Marbofloksacin je hinolon, i on deluje putem inhibicije bakterijske DNK replikacije. On je efektivan protiv enterobakterija, Pasteurela, Pseudomonas i stafilokoka.

## Primena
Marbofloksacin se može koristiti oralno ili lokalno. On je posebno korišćen kod infekcija kože, respiratornog sistema i mlečnih žlezda, kao i kod infekcija urinarnog trakta kod pasa i mačaka. Kod pasa, doze od oko 2 mg/kg se koriste. Dužina tretmana je obično najmanje pet dana, a duže ako postoji istovremena gljivična infekcija.

## Kontraindikacije i neželjeni efekti
Marbofloksacin obično treba izbegavati kod mladih životinja, u toku perioda bremenitosti gde se može doći do akumulacije u centralnom nervnom sistemu, ili kad postoje problemi sa bubrezima. Pod određenim okolnostima ovaj lek može prouzrokovati neprijatnost kao što su grčevi, kaji se mogu tretirati sa diazepamom. Drugi neželjeni efekti su povraćanje i anoreksija.

## Spoljašnje veze
- vetpharm.unizh.ch
- Marbofloxacin
- Zeniquin

|  | Molimo Vas, obratite pažnju na važno upozorenje u vezi sa temama iz oblasti medicine (zdravlja). |